# 林回福
林回福（1956年—），福建泉州人，汉族，中华人民共和国政治人物、第十二届全国人民代表大会海南地区代表。
毕业于辽宁财经学院基建财务与信用专业。加入中国共产党。2013年，担任全国人大代表。